# Troll (severská mytologie)

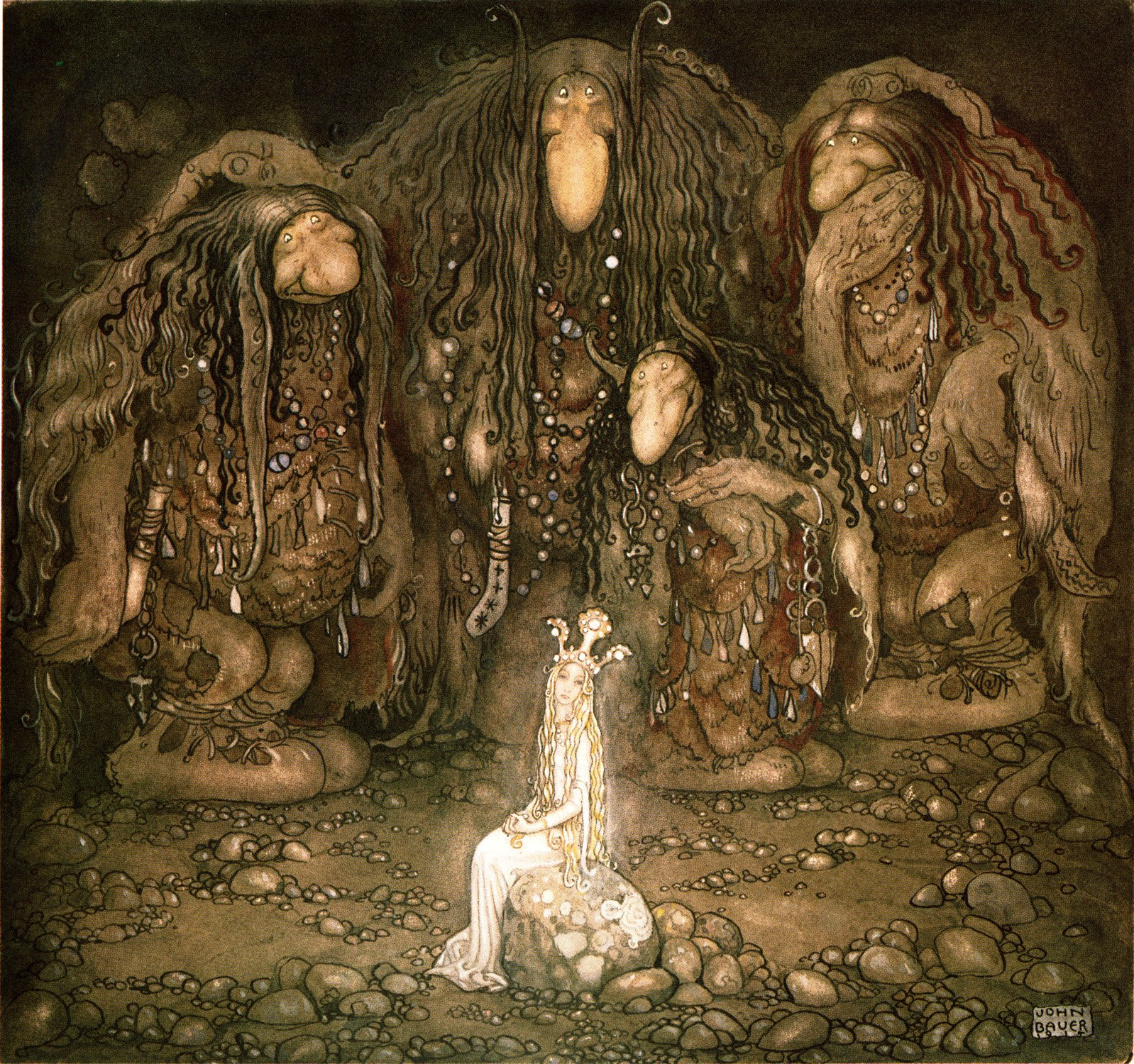
Pohleď na ně, pravila matka trollů, pohleď na mé syny! Na této straně měsíce nenajdeš nádhernějších trollů. (1915) John Bauer

Troll je nadpřirozená bytost mající základ v severské mytologii a skandinávské lidové slovesnosti. V pramenech staré severštiny jsou trollové popisováni jako stvoření přebývající v odlehlých horách, skalách nebo v jeskyních, kde společně žijí v malých rodinných společenstvích. Trollové bývají zřídkakdy nápomocní lidem.
Později s nástupem křesťanství se ve skandinávské lidové slovesnosti povědomí o trollech začne přetvářet do nové podoby. Z trollů se stávají pohanská stvoření žijící daleko od lidských obydlí a lidé je již vnímají jako spíše nebezpečná stvoření. Jejich vzhled se odvíjí od rozličných popisů z různých lidových pramenů: někdy se trollové jeví jako škaredá stvoření postrádající důvtip, jindy vypadají naprosto lidsky a nemají žádnou charakteristickou groteskní podobu, která je pro ně tak typická.
Význačné krajinné lokace (hory, skalní útvary) bývají někdy spojovány s trolly a bývají i po nich pojmenovány. Zpravidla to bývá vysvětlováno tím, že se trollové po vystavění slunci mění v kámen. Trollové také bývají velmi rozličně zobrazováni ve dnešní pop-kultuře.

## Etymologický původ slova
Staroseverské podstatné jméno troll či tröll (znamenající "zlý duch, démon, vlkodlak nebo jötnar") a ze střední horní němčiny podstatná jména troll a trolle "zlý duch" (podle filologa Vladimira Orela byla tato slova převzata ze staré severštiny) vychází z pragermánského podstatného jména rodu středního *trullan. Původ tohoto slova je neznámý. Kromě toho staroseverská slovesa trylla "očarovat, proměnit v trolla" a ze střední horní němčiny trüllen "třepotat, mávat" mají základ v pragermánském slovese *trulljanan a jeho odvozené formy *trullan. 

## Severská mytologie
Ve skandinávské mytologii jsou výrazy troll a thurs používané pro Jötnar. Zmínky o nich lze hojně naleznout v celé řadě staroseverských písemnostech. Podle starých severských pramenů se praví, že trollové přebývají v odloučených lokalitách hor, skal a jeskyní. Někdy žijí společně s dalšími trolly, obvykle s nějakým rodinným příslušníkem (otec s dcerou nebo matka se syny). Zřídka bývají popisováni jako přátelští nebo ochotní pomoci lidem.  V knize Prozaická Edda oddíl Jazyk básnický (Skáldskaparmál) popisuje setkání neznámé trollí ženy se skaldem (skald je označení pro dvorního básníka z doby vikingské) Bragiem Boddasonem. Podle tohoto oddílu jel Bragi jednoho večera skrze "jeden les". Když tu náhle se jej trollí žena zeptá, kdo je a to během toho, co popisovala sama sebe:

| stará severština: Troll kalla mik trungl sjǫtrungnis, auðsug jǫtuns, élsólar bǫl, vilsinn vǫlu, vǫrð nafjarðar, hvélsveg himins – hvat's troll nema þat? | překlad Anthonyho Faulkese: 'Trolls call me moon of dwelling-Rungnir, giant's wealth-sucker, storm-sun's bale, seeress's friendly companion, guardian of corpse-fiord, swallower of heaven-wheel; what is a troll other than that?' | překlad Johna Lindowa: They call me a troll, moon of the earth-Hrungnir [?] wealth sucker [?] of the giant, destroyer of the storm-sun [?] beloved follower of the seeress, guardian of the "nafjord" [?] swallower of the wheel of heaven [the sun]. What's a troll if not that? |

Bragi je nyní na řadě a začne ji vyprávět o sobě a o tom, jaký je nadaný skald. Poté scéna končí.
Mnohokrát jsou zde použity staroseverské výrazy jötunn, troll, þurs a risi. Ty se v knize mnohokrát významově překrývají, čímž mohou zmást čtenáře, ač sami jsou výrazem pro jiné nadpřirozené bytosti. Lotte Motz měl teorii, že tato stvoření původně označovala 4 různá odvětví bytí: vládce přírody (jötunn), mytické čaroděje (troll), nepřátelské nestvůry (þurs) a hrdinské a zdvořilé bytosti (risi), přičemž toto poslední odvětví bylo přidáno jako poslední. Na druhou stranu Ármann Jakobson kritizuje Motzovy myšlenky a nazývá jeho teorii jako "nepodpořenou jakýmkoliv potvrzujícím důkazem". Ármann tvrdí, že se tento výraz dříve používal pro označení bytostí, jako jsou například jötunn nebo obyvatelé hor, čarodějnice, nadpřirozeně silní, obří nebo oškliví lidé, zlí duchové, zjevení, blámaðr, kouzelní divočáci, pohanští polobohové, démoni, brunnmigi nebo berserkeři.

## Troll ve skandinávském folklóru

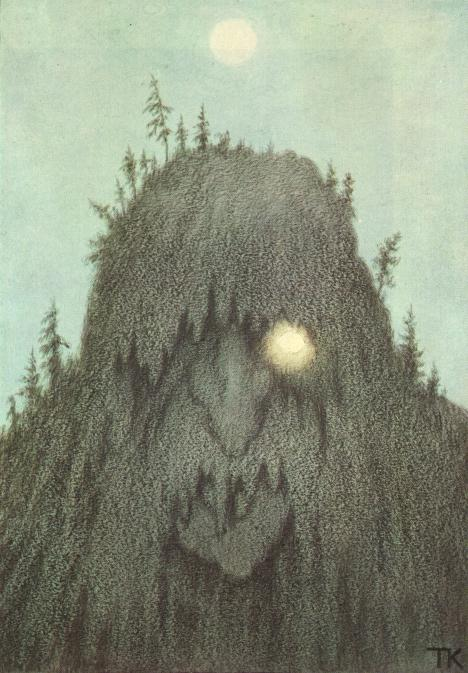
Skogtroll (lesní troll) Theodor Kittelsen, 1906

Později se ve skandinávském folklóru začala představa trollů pozvolna měnit na podobu prapodivných bytostí. Trollové bývají v mnohých příbězích často zaznamenáni jako extrémně stará stvoření, velmi silná, avšak pomalá a postrádající důvtip. Čas od času i jako pojídači lidí, jenž se po kontaktu se slunečními paprsky slunce promění v kámen. Avšak v některých příbězích bývají popisováni i jako stvoření lidské podoby, nemající obvyklé a význačně ošklivé vzezření. Tedy jediné, v čem se liší od lidí, je to, že žijí daleko od lidských obydlí. Obvykle také mají jakýsi druh "společenského uspořádáni ", tím se tedy liší od rå a näck, kteří jsou spíše samotářská stvoření. Podle Johna Lindowa jsou trollové vytlačováni kvůli tomu, že nejsou křesťané, a pokud se s nimi někdo setká, tak netuší, kdo jsou. Proto se z trollů nakonec stala nebezpečná stvoření a bezohledná k tomu, jak by mohli vycházet s křesťanskou komunitou. Také jsou o nich vykládány zvyky jako například bergtagning (' unášení'; doslova "horské brání") nebo zabírání statků či pozemků.
Lindow prohlašuje, že původ slova "troll" zůstává nejasný, ačkoliv podle pozdějšího švédského folklóru definuje trolly jako "přírodní bytosti" a jako "všesmyslné bytosti z jiných světů, které si jsou rovné například s vílami v anglo-keltských tradicích". Dále "Proto tedy vystupují v různých kolujících legendách, kde jsou ony přírodní bytosti povolány. Lindow též poznamenává, že v lidových záznamech bývají trollové někdy zaměňováni za kočky a "malé lidi".
Obyvatelé Skandinávie věří, že blesky odstrašují trolly a podle mnohých lidových pověstí zjevují jötnar. Je možné, že je to pozdní odraz Thorovy úlohy v boji s těmito bytostmi. Absence trollů a jötnar v dnešní době ve Skandinávii je někdy vysvětlována jako výsledek "přesnosti a efektivnosti úderů blesků". Ve skandinávském folklóru je jako příčina nepřítomnosti trollů v dnešním světě vysvětlována "neustálým bitím kostelních zvonů". Zvonění kostelních zvonů prý trolly donutilo odejít do vzdálenějších krajin, avšak nikoli poklidně; mnoho tradic pojednává o tom, jak trollové ničili rozestavěné kostely nebo vrhali obří balvany na již dostavěné kostely. Původ obřích kamenů, v jejichž blízkosti lidé žijí, je obvykle popisován jako pozůstatek po trollích hodech kamenem. Dále se původ různorodě podivných a neobvyklých krajinných úkazů přičítá právě trollům, kteří zřejmě po kontaktu se slunečními paprsky zkameněli.

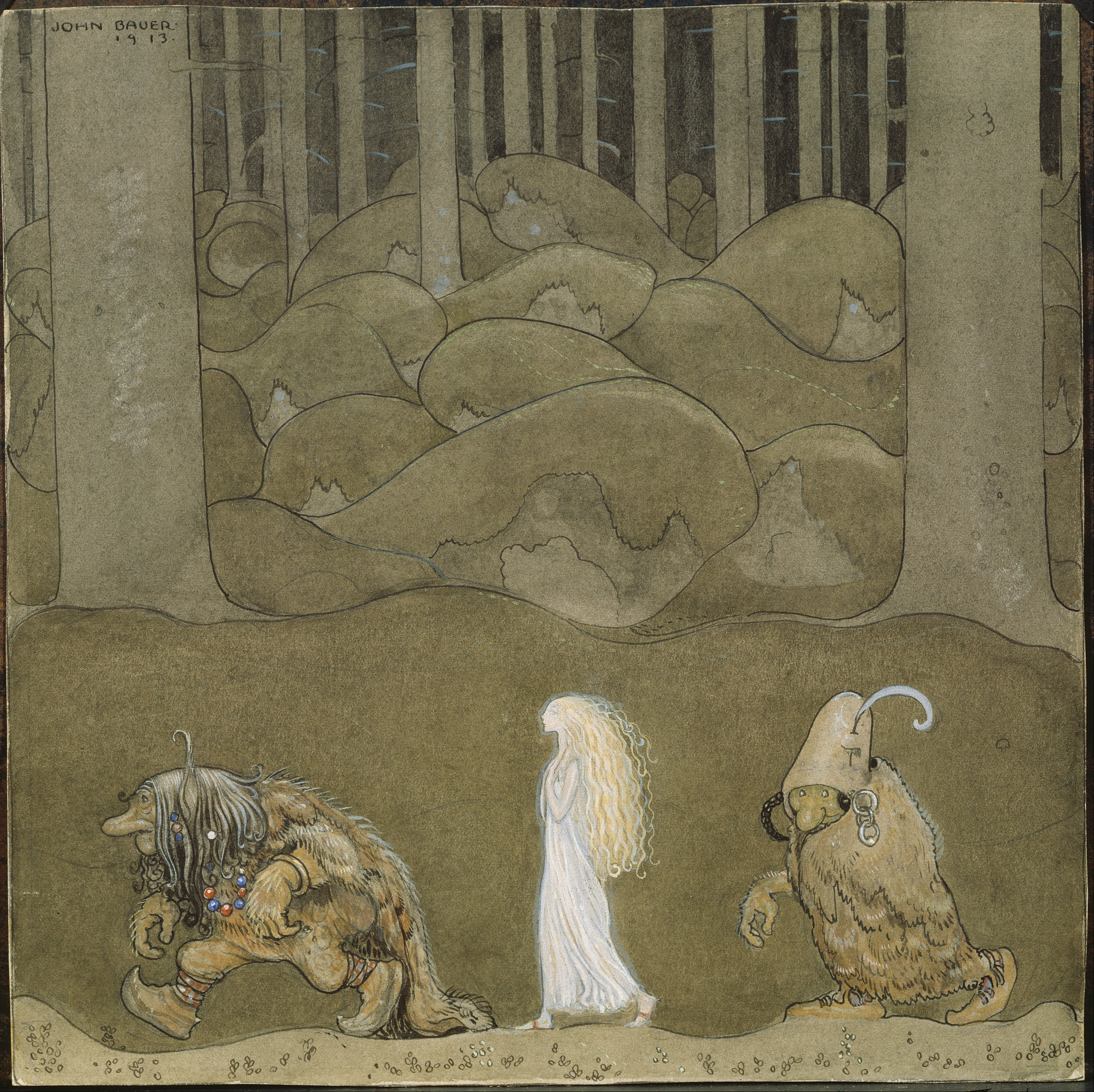
Princezna a Trollové - Podhozenec,
John Bauer, 1913

Lindow porovnává trolly společně se švédskými Grendely, nadpřirozenými nájezdníky medovinových sálů ze staroanglické básně Beowulf, a povšimne si toho, že "báseň Beowulf vyzdvihuje nikoli Grendelovo pustošení, ale očištění síně Beowulfa, čili moderní příběhy zdůrazňují dobu, kdy jsou trollové vyhnáváni.
Skandinávská lidová tradice svědčí o tom, že menší trollové žijí v pohřebních mohylách a v horách. V Dánsku jsou tyto stvoření zaznamenána jako troldfolk ("trollí lid"),  bjergtrolde ("horští trollové"), bjergfolk ("horský lid") a v Norsku též jako troldfolk ("trollí lid") a tusser. Trollové mohou být popsáni jako malé, ale i velké, lidem podobné bytosti. Jejich popis je dán místním původem vzniku příběhu o trollech.
V norské slovesnosti se mohou vyprávět podobné příběhy o větších trollech a o Huldrefolk ("skrytý lid"), a přesto jsou mezi oběma znatelné rozdíly. V Orkney a v Shetlandu se slovo trow používá pro označení bytostí, které jsou velmi podobné norským Huldrefolk. Můžeme tedy tvrdit, že tyto výrazy vznikly ze stejného základu. Slovo troll mohlo být tedy používáno ještě pohanskými osadníky jako společné označení pro nadpřirozené bytosti, které by se měli raději ctít a vyhýbat se jim, než je uctívat. Trollové se mohli časem přetvořit na popis větších, nebezpečnějších tvorů na způsob Jötunn, zatímco výraz Huldrefolk se mohl později vyvinout v označení menších trollů.
John Arnott MacCulloch předpokládal spojitost mezi staroseverskými vættir a trolly, přičemž naznačoval, že obě představy mohou vycházet z duše mrtvých.
Po trollech je též pojmenována výzkumná stanice v Antarktidě, které nese své jméno díky okolním rozeklaným skalám připomínající samotné trolly. Zahrnuje to pozemní základnu, jež sleduje satelity na polární dráze.